# NGC 5897
NGC 5897 è un ammasso globulare visibile nella costellazione della Bilancia.
È uno degli ammassi meno concentrati che si conoscano; occorre una notte limpida e buia per poterlo notare con un binocolo 10x50, circa 5 gradi a NNE della stella σ Librae. Attraverso un telescopio si evidenzia la sua caratteristica di oggetto molto poco concentrato, ma ciò ne facilita anche la risoluzione, già possibile in parte anche con strumenti amatoriali. Dista dal Sole 38.500 anni-luce